# Ähtäri
Ähtäri (Etseri en suec) és una ciutat de Finlàndia. Situada a la Finlàndia occidental i formant part també d'Ostrobòtnia del Sud. El municipi tenia el 2003 una població de 7.000 persones i una superfície de 908,70 km² dels quals 103,33 km² eren aigua. La densitat de població és de 8,7 habitants/km².